# Тоттенвилл
То́ттенви́лл (англ. Tottenville) — нейборхуд на юго-западе боро Статен-Айленд, Нью-Йорк. На севере Тоттенвилл ограничен ручьём Милл-Крик (англ. Mill Creek) и проливом Артур-Килл, который также огибает нейборхуд с западной стороны; на востоке — дорогами Ричмонд-Валли-Роуд (англ. Richmond Valley Road) и Ричард-авеню (англ. Richard Avenue); на юге нейборхуд омывает залив Раритан:1325.
Нейборхуд является самым южным на Статен-Айленде, в городе Нью-Йорке и во всём штате Нью-Йорк:305.

## История
Первыми жителями на этой территории были индейцы делавары или ленапе. Их захоронения и орудия деятельности были обнаружены на мысе Уордс. Первым же белым поселенцем здесь стал в 1678 году английский морской офицер Кристофер Биллоп (англ. Christopher Billopp). Британское правительство выделило ему 486 га земли, на которой он возвёл каменный особняк и основал паромную переправу через пролив Артур-Килл на дороге до Филадельфии. Паром действовал вплоть до постройки разъезда Аутербриджа в конце 1920-х годов:1325.
В 1762 году 100 акров земли (около 40 га) у семьи Биллоп выкупил местный ткач Джон Тоттен (англ. John Totten). Правнук Биллопа, Кристофер, в войне за независимость поддержал британскую сторону. В его особняке, получившем впоследствии название Дом Конференции, в 1776 году прошли безрезультатные переговоры по прекращению войны. В них участвовали адмирал Хау, Бенджамин Франклин, Джон Адамс и делегат от Южной Каролины в Континентальном конгрессе Эдвард Рутледж. После войны все земли Биллопов были изъяты. В итоге нейборхуд получил своё название в честь семьи Тоттенов:1325.
Экономика Тоттенвилла была исторически тесно связана с нью-джерсийским городком Перт-Амбой, находящимся по другую сторону Артур-Килла. Её основу составляли среди прочего сельское хозяйство и, в первую очередь, устрицеводство. Своего пика экономика Тоттенвилла достигла в конце XIX века. В то время нейборхуд был популярным туристическим местом, также в 1897 году свой завод по обжигу местной глины для терракоты здесь построила компания Atlantic Terra Cotta Company. Местная терракота использовалась для облицовки таких значимых строений своего времени, как Вулворт-билдинг. Завод оставался самым крупным работодателем Тоттенвилла вплоть до начала 1930-х годов. Также к 1898 году в нейборхуде действовало восемь лодочных мастерских, но когда в начале XX века они начали приходить в упадок. Кроме того, сброс отработанных вод от заводов в регионе настолько быстро привёл в негодность устричные отмели, что к 1920 году эта отрасль в Тоттенвилле, как и на всём берегу залива Раритан, оказалась под запретом. Он продержался до 2005 года:1325–26.
В 1900 году на Ричмонд-Валли-Роуд компанией Nassau Smelting and Refining Company была построена металлообрабатывающая фабрика. В 1931 году её купила компания Western Electric. В 1971 году она была преобразована в фабрику по переработке металла. В начале XXI века в этом месте проводились работы по рекультивации:1326.
В 2003 году было основано историческое общество Тоттенвилла:1326.

## Экономика
Главный центр торговой и бизнес-активности в Тоттенвилле находится на Мейн-стрит (англ. Main Street). Ещё один район с активной коммерческой деятельностью расположен на севере нейборхуда на Пейдж-авеню (англ. Page Avenue). На стыке XX и XXI веков велась активная застройка к юго-востоку от Хайлан-Булевард (англ. Hylan Boulevard). В Тоттенвилле насчитывается семь гаваней, в которых предлагаются услуги по коммерческой и спортивной рыбалке:1326.

## Население
По данным на 2011 год, численность населения района составляла около 15 тысяч жителей. Средняя плотность населения составляла около 2300 чел./км². Средний доход на домашнее хозяйство был несколько выше среднего показателя по городу: $81 478. По состоянию на начало XXI века население было представлено преимущественно белыми жителями:1326.

## Достопримечательности
Официальной достопримечательностью Тоттенвилла является вышеупомянутый Дом Конференции, вокруг которого разбит парк.

## Общественный транспорт
По состоянию на июнь 2020 года в нейборхуде действовали автобусные маршруты S59, S78, SIM2, SIM25, SIM26. Также в Тоттенвилле расположена одноимённая станция железной дороги Статен-Айленда.